# Liphistius liz
Liphistius liz — вид мігаломорфних павуків родини Liphistiidae. Описаний у 2023 році.

## Назва
Видова назва liz відноситься до скороченої назви Лабораторії зоології безхребетних (LIZ), Інституту зоології Китайської академії наук у Пекіні. LIZ була заснована Шень Цзя-Жуєм у 1928 році, пізніше її очолив Дасян Сун з 1975 по 1995 рік, а з 1995 року по теперішній час очолює старший автор таксона Шуцян Лі.

## Поширення
Ендемік Китаю. Поширений у провінції Юньнань.